# Porter Heights
Porter Heights és una concentració de població designada pel cens dels Estats Units a l'estat de Texas. La població va augmentar de 1490 habitants el 2000 a 1653 el 2010.
Segons el cens del 2000, Porter Heights tenia 533 habitatges i 407 famílies. La densitat de població era de 182,1 habitants/km².